# Agustina Gorzelany
Agustina Gorzelany (* 11. März 1996 in Buenos Aires) ist eine argentinische Hockeyspielerin. Sie gewann mit der argentinischen Nationalmannschaft eine olympische Silbermedaille (2021) und eine Bronzemedaille (2024).

## Sportliche Karriere
2016 siegte Gorzelany mit der argentinischen Juniorinnenmannschaft bei den Panamerikanischen Juniorenmeisterschaften und bei der Juniorenweltmeisterschaft.
2017 debütierte die Verteidigerin in der argentinischen Nationalmannschaft. 2018 gewann sie mit der argentinischen Mannschaft bei den Südamerikaspielen in Cochabamba. Im Finale besiegten die Argentinierinnen die Mannschaft Uruguays mit 8:0.
Bei den Olympischen Spielen in Tokio belegten die Argentinierinnen in ihrer Vorrundengruppe nur den dritten Platz. Mit einem 3:0-Sieg im Viertelfinale gegen die deutsche Mannschaft und einem 2:1-Halbfinalsieg über die Inderinnen erreichten die Argentinierinnen das Finale gegen die Niederländerinnen. Die Argentinierinnen unterlagen mit 1:3 und erhielten die Silbermedaille, wobei Gorzelany den Treffer für die argentinische Mannschaft aus einer Strafecke erzielte. Das olympische Finale war das 63. Länderspiel von Agustina Gorzelany.
Bei der Feldhockey-Weltmeisterschaft der Damen 2022 gewann sie erneut hinter den Niederlanden die Silbermedaille. Außerdem wurde sie Torschützenkönigin des Turniers. Bei den Olympischen Spielen 2024 in Paris erreichte sie mit der Mannschaft die Bronzemedaille.